# Huequenia araucana
Huequenia araucana là một loài bọ cánh cứng trong họ Cerambycidae.